# Érone
Érone est une commune française située dans la circonscription départementale de la Haute-Corse et le territoire de la collectivité de Corse. Elle appartient à l'ancienne piève de Vallerustie, en Castagniccia.

## Géographie

### Situation
Érone est située dans la vallée de la Casaluna, au sud-ouest de la Castagniccia, en limite du parc naturel régional de Corse auquel elle n'a pas adhéré, dans l'ancienne piève de Vallerustie.
Communes limitrophes

### Géologie et relief
La commune se trouve dans le "Deçà des Monts" (Cismonte en langue corse), à l'ouest de la dorsale schisteuse au nord-est de l'île, dans le massif du San Petrone qui est un bloc de schistes lustrés édifié au Tertiaire lors de la surrection des Alpes sur un socle hercynien, de la fin de l'ère primaire.
Elle occupe à l'ouest de la Castagniccia, les flancs orientaux d'un petit massif dont le culmen, le Monte Piano Maggiore (1 581 m), se trouve au sud d'une ligne de crête comprenant entre autres la Punta di Puzzolo (1 543 m), la Punta di l'Ernella (1 473 m), la Cima Tonda (1 335 m) et la Punta di Cappizzolo (1 166 m).
Érone est l'une des communes de la vallée de la Casaluna, située sur la rive gauche de la rivière qui borde toute sa façade orientale. Deux arêtes montagneuses orientées dans un axe nord-sud partagent son territoire en trois secteurs. Seul le secteur central n'est pas désertique. Il est parcouru par le ruisseau de Piete et le ruisseau de Scandulajola au-dessus de la rive droite duquel a été construit le village.

### Hydrographie
Le petit territoire communal de 3,89 km2 est longé à l'est par la Casaluna et son affluent, le ruisseau de Calcinaju. Au nord, la Casaluna reçoit les eaux du ruisseau de Scandulajola et de son affluent le ruisseau de Piete.

### Climat et végétation
Érone est une commune de montagne, de l'intérieur de l'île, jouissant d'un climat relativement doux dans l'ensemble car tempéré par l'action de la mer Méditerranée qui n'est guère éloignée et les crêtes de la dorsale du San Petrone. Il se caractérise par un ensoleillement important et par une pluviométrie relativement élevée en automne et en février-mars. Les mois d'été sont marqués par la sécheresse qui n'est cependant pas très visible car le territoire communal est dans l'ensemble couvert d'arbres à feuilles persistantes (chênes verts). La présence de bosquets de châtaigniers est à signaler.

### Voies de communication et transports

#### Accès routiers
Le village d'Érone n'est accessible que par la seule route départementale D 239 qui relie la route territoriale 20 à Francardo, à Rusio où elle se termine en cul-de-sac. Un autre accès, plus emprunté, est la route D 39. Depuis la route territoriale 20 au pont du Golo, prendre la route D 39 en direction de San Lurenzu jusqu'au pont de Lano, emprunter la D 139 pour franchir le pont, enfin prendre la route D 239.
Érone se trouve à 32 km de Corte.

#### Transports
Aucun service de transport public ne dessert la commune. La gare la plus proche se trouve à Ponte-Leccia, distante de 21 km. Les port et aéroport les plus proches sont le port de Bastia et l'aéroport de Bastia Poretta, respectivement à 69 km et à 52 km.

## Urbanisme

### Typologie
Au 1er janvier 2024, Érone est catégorisée commune rurale à habitat très dispersé, selon la nouvelle grille communale de densité à sept niveaux définie par l'Insee en 2022.
Elle est située hors unité urbaine. Par ailleurs la commune fait partie de l'aire d'attraction de Bastia, dont elle est une commune de la couronne,. Cette aire, qui regroupe 93 communes, est catégorisée dans les aires de 50 000 à moins de 200 000 habitants,.

### Occupation des sols
L'occupation des sols de la commune, telle qu'elle ressort de la base de données européenne d’occupation biophysique des sols Corine Land Cover (CLC), est marquée par l'importance des forêts et milieux semi-naturels (88,3 % en 2018), néanmoins en diminution par rapport à 1990 (92,6 %). La répartition détaillée en 2018 est la suivante : 
forêts (76,1 %), milieux à végétation arbustive et/ou herbacée (12,2 %), zones agricoles hétérogènes (11,6 %). L'évolution de l’occupation des sols de la commune et de ses infrastructures peut être observée sur les différentes représentations cartographiques du territoire : la carte de Cassini (XVIIIe siècle), la carte d'état-major (1820-1866) et les cartes ou photos aériennes de l'IGN pour la période actuelle (1950 à aujourd'hui).

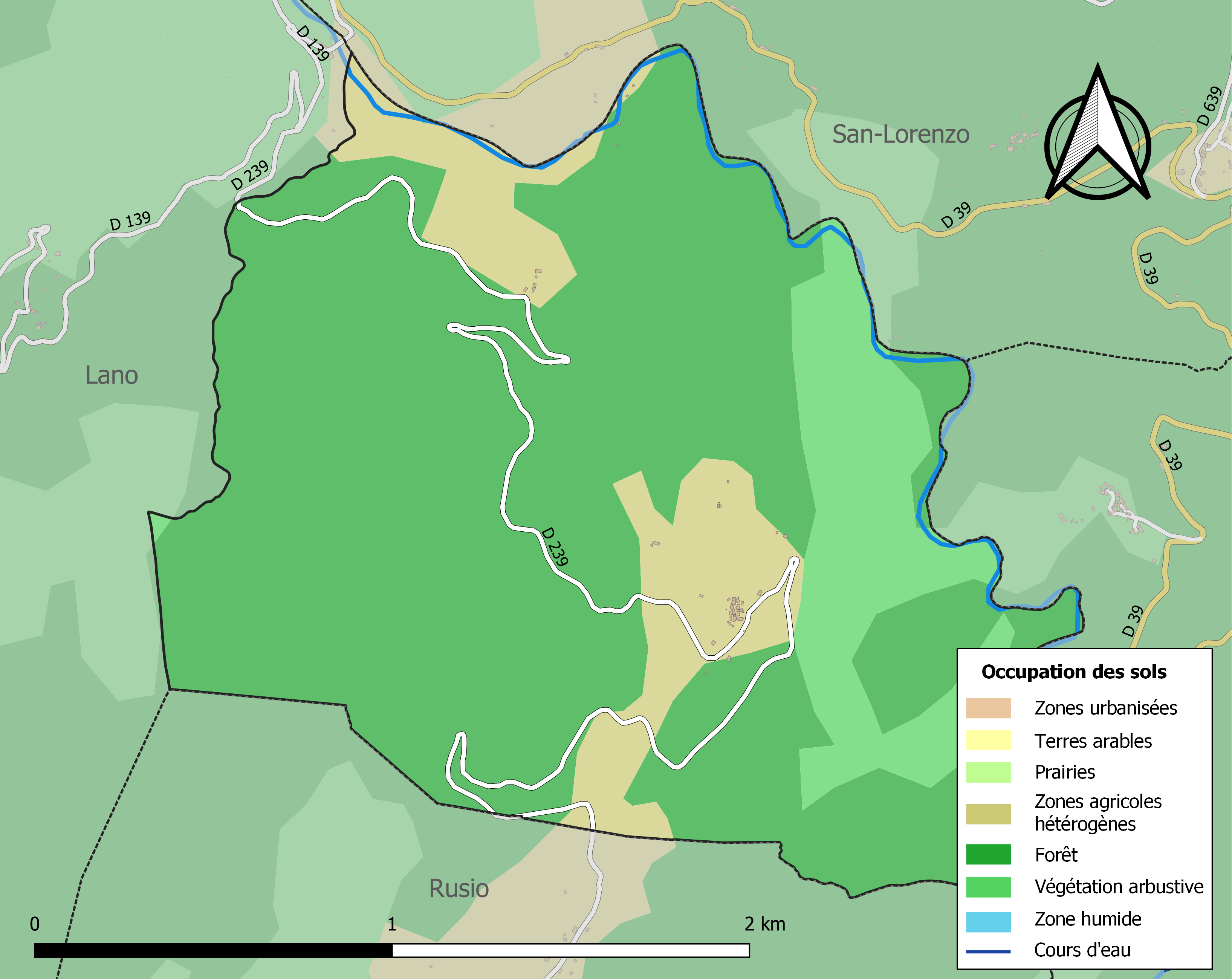
Carte des infrastructures et de l'occupation des sols de la commune en 2018 (CLC).

## Histoire

### Temps modernes
Vers 1520, la pieve de Valle Rustia qui comptait environ 2 100 habitants, avait pour lieux habités Carticasi, Candia, Loriani, Corsuli, Santo Quilico, li Forci, lo Tribio, Coibiti, le Noce, lo Borgo, Aiti, Lano, Errone, Rusia.
Au début du XVIIIe siècle, selon le rapport dressé par l'abbé Francesco Maria Accinelli à la demande des autorités génoises, la pieve de Vallerustie comprenait les communautés de Carticasi (111 hab.), Cambia (105 hab.), Borgo, e Sermano (64 hab.), Forci, e Pente (92 hab.), Corsoli (73 hab.), Russio, ed Errone (332 hab.), Aiti, e Lano (208 hab.), Tribio, e Cobiti con 2 ville (267 hab.), Loriani e S.Quilico (180 hab.).
Vallerustie relevait du diocèse d'Aléria. Sur le plan civil, Érone relevait de la juridiction de Corte.

### Époque contemporaine

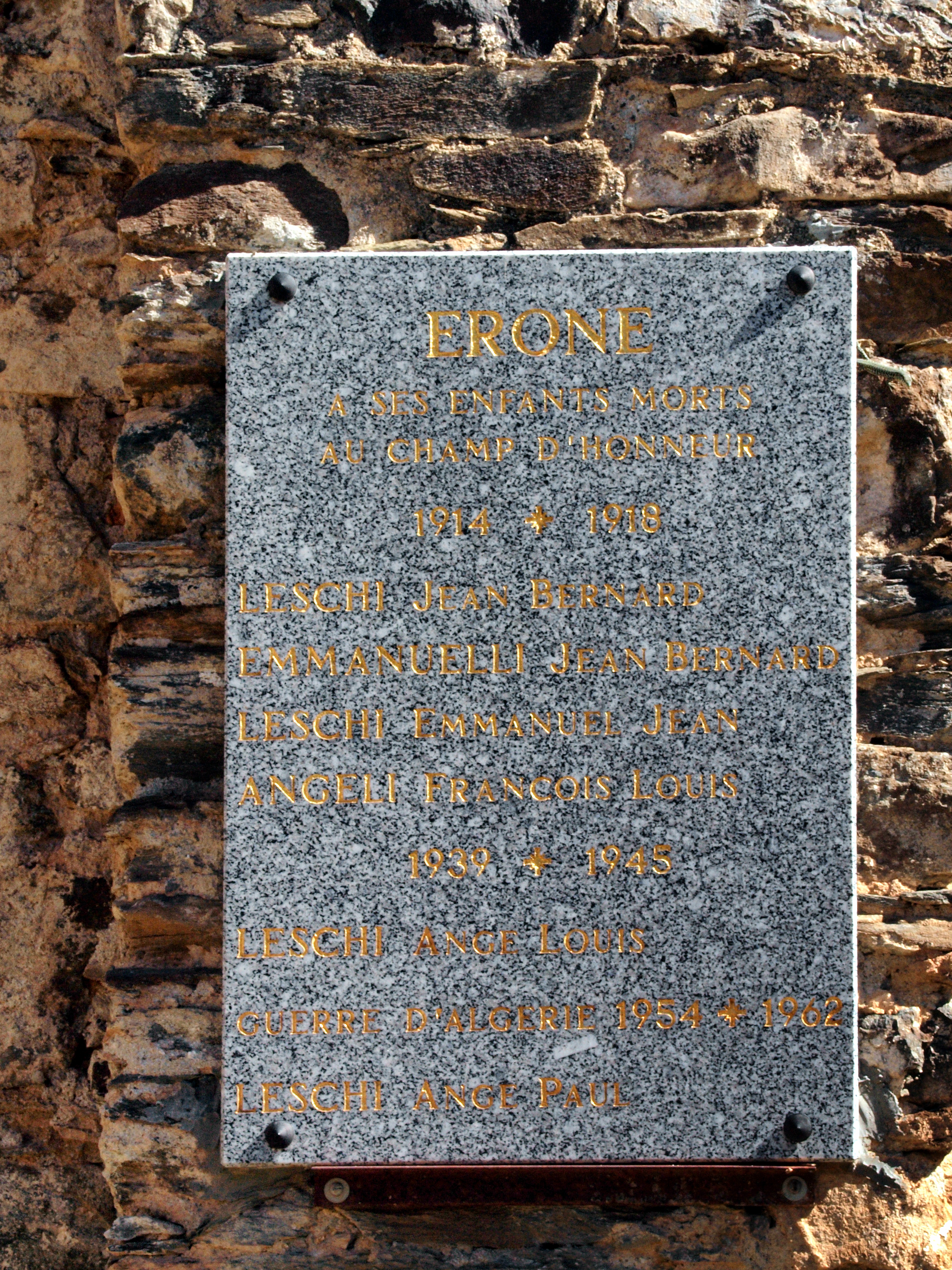
Plaque commémorative des Grandes Guerres.

En 1954 les communes d'Érone, Aiti, Cambia, Carticasi, Lano, Rusio et San Lorenzo formaient le canton de San-Lorenzo.

## Politique et administration

### Liste des maires
| Période                                  | Période   | Identité                | Étiquette | Qualité              |
| ---------------------------------------- | --------- | ----------------------- | --------- | -------------------- |
| Les données manquantes sont à compléter. |           |                         |           |                      |
| maire en 1911                            | ?         | Jean-Baptiste Leschi    |           |                      |
| 1925                                     | mars 1995 | Henri Leschi            |           | Maire pendant 70 ans |
| mars 1995                                |           | Stéphane Leschi         | REG       |                      |
| 2020                                     | En cours  | Stéphane Gillet-Vittori |           |                      |

## Population et société

### Démographie
L'évolution du nombre d'habitants est connue à travers les recensements de la population effectués dans la commune depuis 1800. Pour les communes de moins de 10 000 habitants, une enquête de recensement portant sur toute la population est réalisée tous les cinq ans, les populations de référence des années intermédiaires étant quant à elles estimées par interpolation ou extrapolation. Pour la commune, le premier recensement exhaustif entrant dans le cadre du nouveau dispositif a été réalisé en 2008.

En 2022, la commune comptait 10 habitants, en évolution de −9,09 % par rapport à 2016 (Haute-Corse : +5,15 %, France hors Mayotte : +2,11 %).
| 1800 | 1806 | 1821 | 1831 | 1836 | 1841 | 1846 | 1851 | 1856 |
| ---- | ---- | ---- | ---- | ---- | ---- | ---- | ---- | ---- |
| 151  | 79   | 102  | 90   | 92   | 85   | 132  | 125  | 114  |

| 1861 | 1866 | 1872 | 1876 | 1881 | 1886 | 1891 | 1896 | 1901 |
| ---- | ---- | ---- | ---- | ---- | ---- | ---- | ---- | ---- |
| 113  | 102  | 97   | 83   | 97   | 109  | 113  | 94   | 92   |

| 1906 | 1911 | 1921 | 1926 | 1931 | 1936 | 1946 | 1954 | 1962 |
| ---- | ---- | ---- | ---- | ---- | ---- | ---- | ---- | ---- |
| 97   | 85   | 85   | 110  | 151  | 144  | 76   | 58   | 57   |

| 1968 | 1975 | 1982 | 1990 | 1999 | 2006 | 2008 | 2013 | 2018 |
| ---- | ---- | ---- | ---- | ---- | ---- | ---- | ---- | ---- |
| 32   | 27   | 23   | 9    | 8    | 6    | 6    | 10   | 12   |

| 2022 | - | - | - | - | - | - | - | - |
| ---- | - | - | - | - | - | - | - | - |
| 10   | - | - | - | - | - | - | - | - |

Avec six habitants en 2009, Érone est la commune la moins peuplée de l'île de Corse.

## Culture locale et patrimoine

### Lieux et monuments

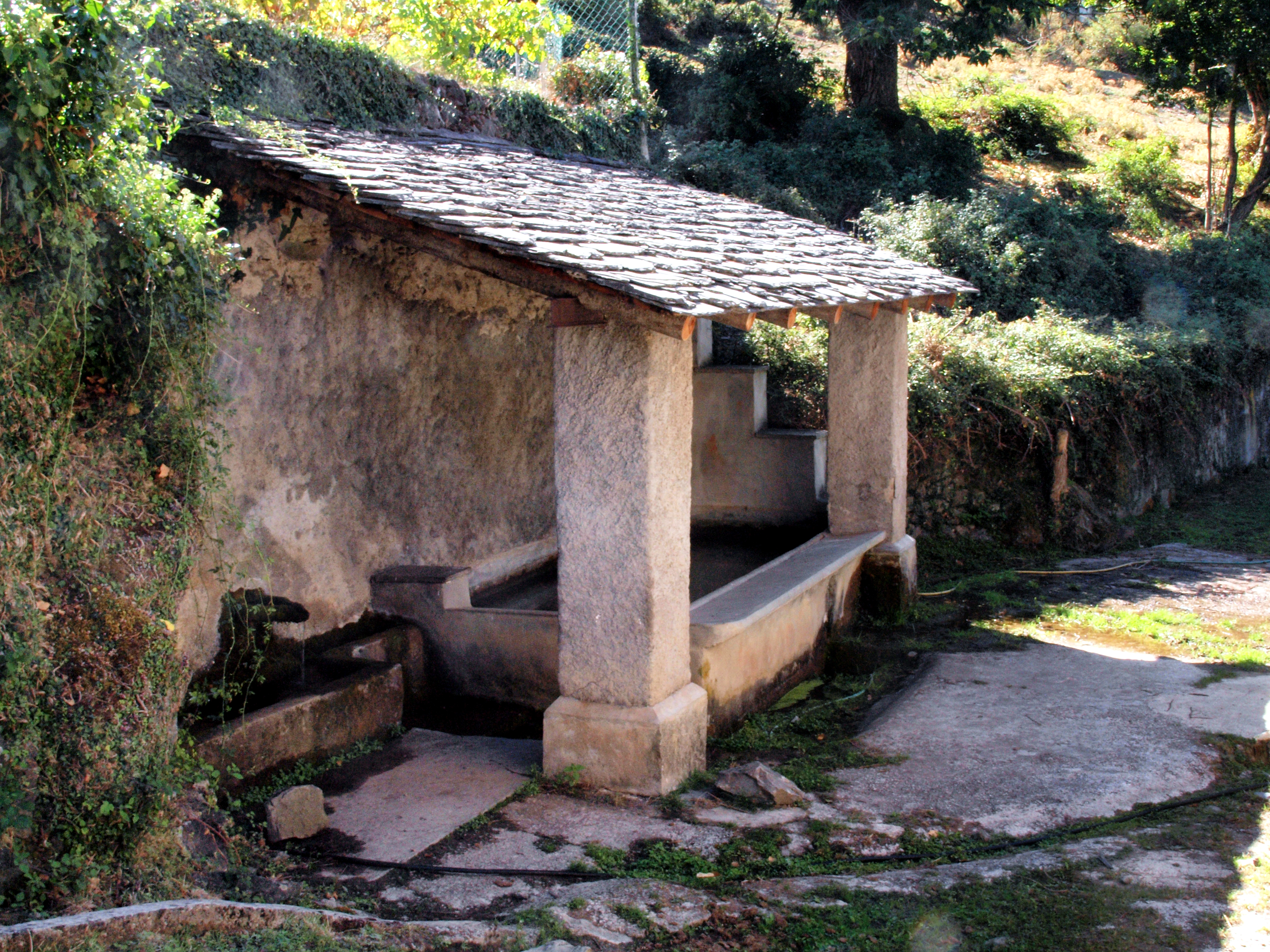
Fontaine-lavoir.

- Monument aux morts.
- Fontaine-lavoir du village.

#### Église San Martino

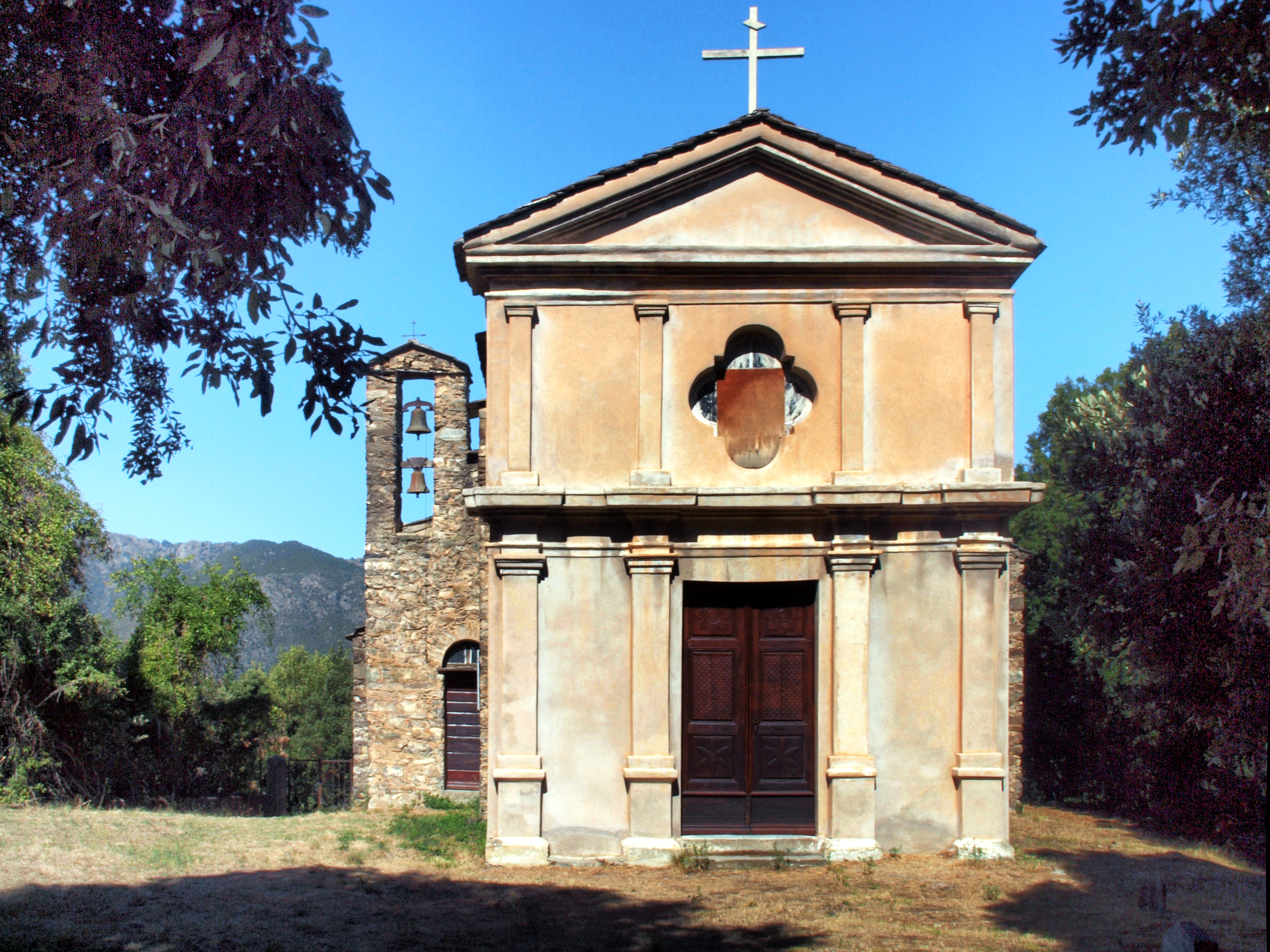
Église San Martino.

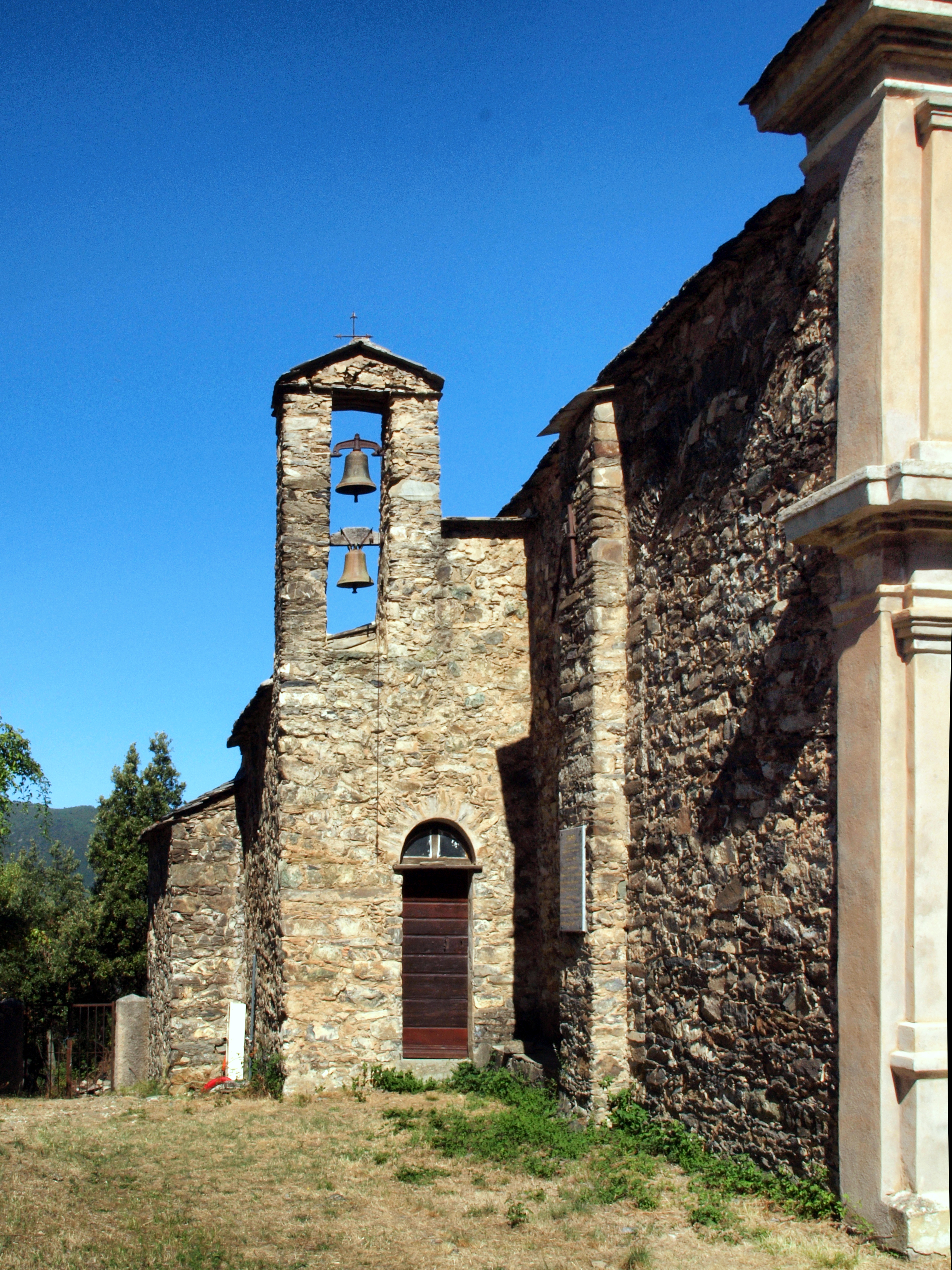
Clocher de l'église San Martino.

L'église paroissiale San Martino se trouve au lieu-dit éponyme, isolée dans un bosquet de chênes verts, à moins d'une centaine de mètres de la route D 239. On y accède par une piste passant par un petit cimetière. C'est un édifice de plan simple, bâti en pierre locale. Seule la façade principale, occidentale, d'un style baroque dépouillé, a été restaurée, revêtue d'un crépi. Un clocher supportant deux cloches superposées est accolée sur la façade méridionale en pierres apparentes.

### Patrimoine naturel
Érone n'a pas d'espace protégé, pas de ZNIEFF et pas d'espace Natura 2000.